# Tovar (Einheit)
Der Tovar war ein zu den türkischen Maßen gehörendes Gewichtsmaß. 
Er galt in Serbien, als es als Fürstentum unter türkischer Hoheit stand.
- 1 Tovar = 100 Oken (175,9 Liter)
- 1 Oka = 4 Litra/Satlijk = 400 Drammen = 1,280 Kilogramm (1,759 Liter)